# 2017 CL54
2017 CL54 est un objet transneptunien faisant partie des objets détachés.